# 机器人学

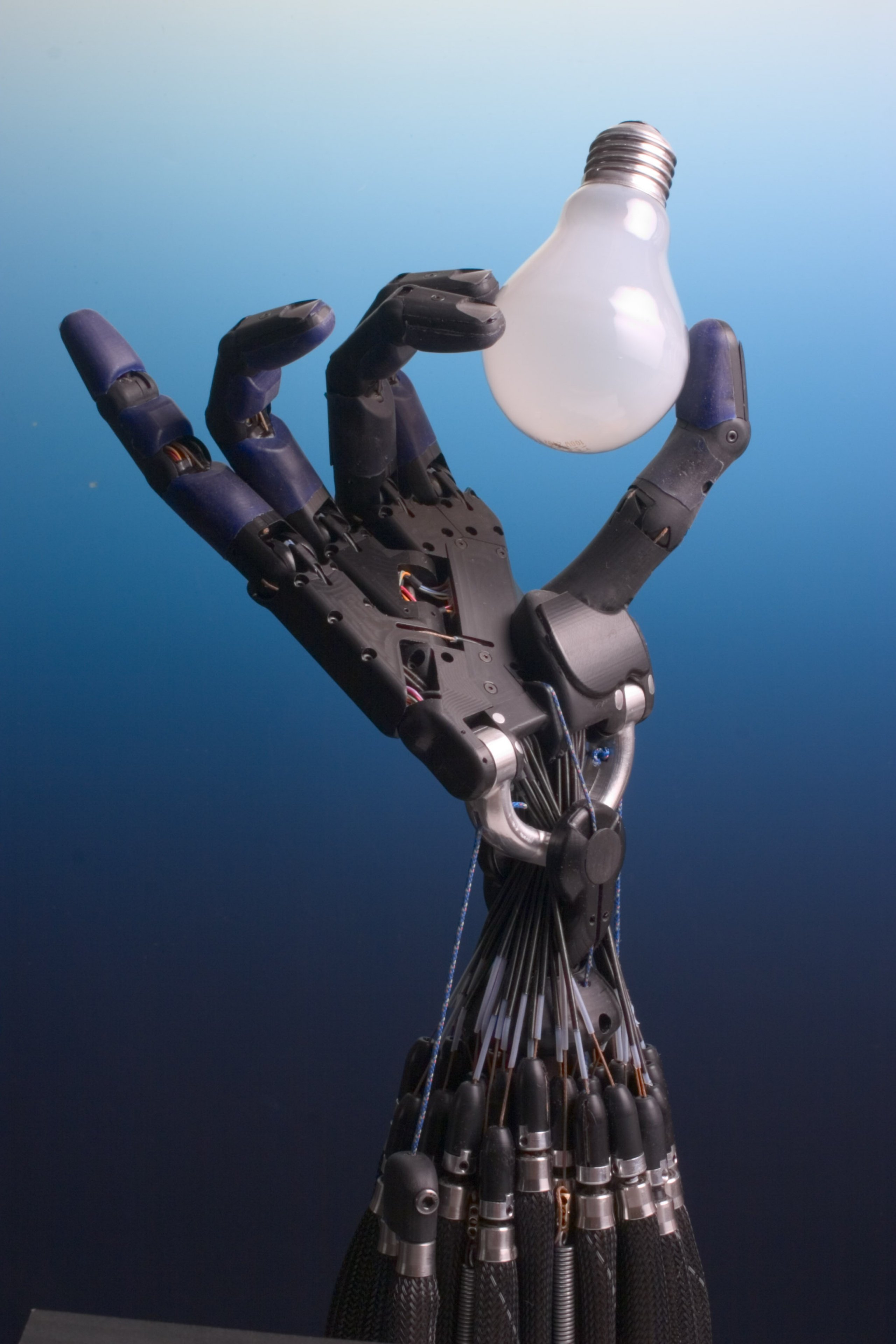
機器影手系統

機器人學是一項涵蓋了机器人的設計、建造、運作、以及應用的跨領域科技，集合機械工程學、電機工程學、机械电子学、电子学、控制工程學、計算機工程學、軟體工程學、資訊工程學、數學及生物工程学等領域。這些科技催生出能夠取代人力的自動化機器，在危險環境或製造工廠運作，或塑造成外表、行為、心智的仿人機器人。現今許多機器人都是受到自然界的啟發，致力於仿生機器人學領域的發展。
創造可自動運轉的機器的概念可追溯至古典时代，但是直到20世紀以前，機器人的功能和潛在應用開發及研究沒有持續地成長。縱觀歷史，機器人常見於模仿人類行為，且常以類似的方法管理事務。時至今日，機器人學成為一個快速成長的領域，同時先進技術持續地研發、設計、以及建造用來達成各種實用目的新款機器人，例如家庭用機器人、工業機器人或軍用機器人。許多機器人從事對人類來講非常危險的工作，如拆除炸彈、地雷、探索沉船等。机器人学还被用于STEM教育作为教学辅助。

## 語源
機器人學（robotics）源自於機器人一詞，而「機器人」一詞最早被一位捷克的作家卡雷尔·恰佩克在他的舞台劇作品《羅梭的萬能工人》中提出並發表於1920年。該劇開始於一個用有機合成物製造人造人的工廠，那些人造人被稱「機器人」（robots）。卡雷爾稱是其兄弟約瑟夫·恰佩克發明了該詞。
根據牛津英語詞典，機器人學（robotics）一詞第一次被使用在艾萨克·阿西莫夫的短篇科幻小說《说假话的机器人》，初次出版在1941年五月的《模拟科幻小说与事实》雜誌上。

## 歷史
西元1927年，一個由德國演員布里居·海默（Brigitte Helm）演示、女性人形的機械式人類（德語：Maschinenmensch），第一次在弗里茨·朗執導的德國科幻電影《大都會》中出現。1942年，科幻作家以撒·艾西莫夫提出機器人學三大法則。1948年，諾伯特·維納提出了模控學原理，成為日後機器人學的基礎。
直至20世紀中才出現全自動的機器人，於1961年建立第一個可數位操控及可程式化的機器人Unimate，功能為從壓鑄機中舉起高熱的金屬片並推疊起來。今日商業及工業機器人已被廣泛地應用在可以比人工更廉價、或更精確可靠的工作上。機器人也被雇用於骯髒、危險或令人感到乏味的工作。關於機器人的廣泛應用還有：製造、組裝、封裝及包裝、運輸、地球及太空探索、外科手術、武器、實驗研究、保全，以及消費性和工業產品的大量生產。

## 部件

### 動力源
電源目前主要是（鉛酸）電池。機器人还可以使用許多不同類型的電池作為電源，從安全和保質期相對較長、但比較重的鉛酸電池，到體積小得多、卻也昂貴得多的銀鎘電池。設計一個電池供電的機器人需要考慮到安全性，循環壽命和重量等因素。也可以使用某些類型的內燃機做為發電機，然而，這樣通常不僅是複雜的機械設計，需要燃料、需要散熱，而且也會比較重。如果將電源從機器人身上卸除，把所有發電和儲電組件移到其他地方，使機器人透過繫繩連接（tether connection）到電源，這樣會有利於節約重量和空間。然而，這樣的設計需要一直把電纜連接到機器人，有時候可能不容易處理。潛在的動力源可以是：
- 氣動（壓縮氣體）
- 太陽能（將太陽能量轉化成電能）
- 液壓（液體）
- 飞轮能量储存
- 有機垃圾（通過厭氧消化）
- 糞便（人類，動物），可能在軍事方面的能源需求有兴趣，小戰鬥小組的糞便可以再利用提供动力给機器人助理（見DEKA項目的Slingshot Stirling engine發動機系統如何運作的）

### 驅動

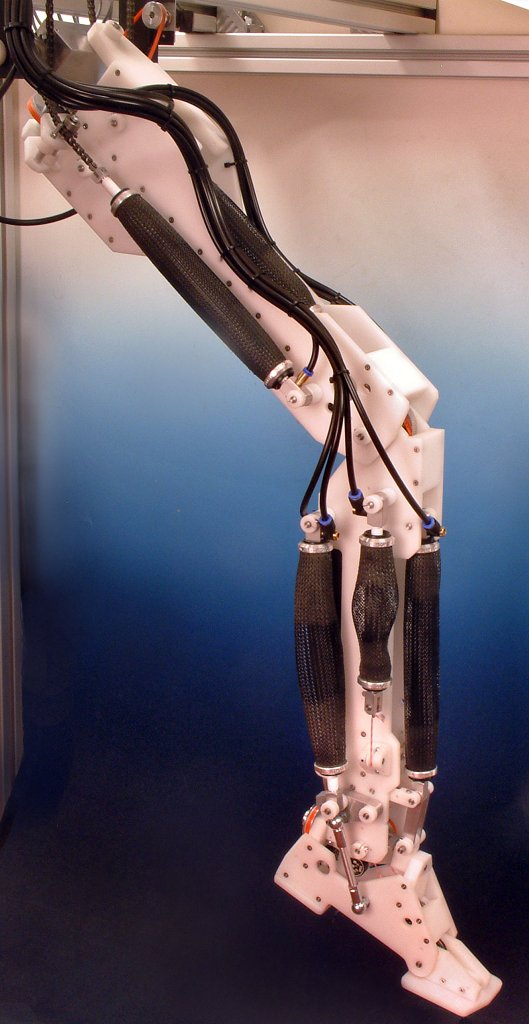
一个採用氣動人工肌肉的機器人腿。

驅動器就像一個機器人的肌肉，可將儲存的能量轉化成移動。到目前為止，最常被使用的驅動器為轉動輪子或齒輪的電動馬達，以及在工廠中控制工業機器人的線性驅動器。然而，近期有一些不同型態的先進驅動器，其動力來源可為電力、化學反應、或壓縮空氣。

#### 馬達
絕大多數的機器人都使用馬達，可移動的機器人通常使用有刷或無刷直流馬達，而工業機器人及CNC工具機則常用交流馬達。這些馬達常用於輕量負載的系統中，而主要的動作形式都是轉動。

### 感應
感應器使得機器人能夠接收關於一些環境或內部元件的量測資訊。感測能力是機器人執行任務以及基於任何環境變化來動作以計算適當的反應的基本條件。感測器提供各種不同形式的量測，如給機器人安全警報或故障訊號，以及提供工作執行狀況的即時資訊。

#### 觸覺
目前的機器手及義肢能接收的體感或觸覺資訊遠少於人類的手。近期的研究已開發出一個觸覺感測陣列，可模仿人類手指的機械特性以及接觸感受器。此感應陣列由裝載導電液的合成橡膠皮，環繞在一個硬體核心周圍來構成。多個電極裝置在硬核的表面並連接至硬體核內部的阻抗量測裝置。當人工外皮接觸一個物件，電極周遭的電解液路徑被變形，因而產生相應於來自此物件外力的阻抗變化。研究學者們期望這樣的人工手指的重要功能，將可以調整機器人拿起物件時的握力程度。

#### 視覺
計算機視覺是让機器可以看见的科技。作為一門學科，計算機視覺關注人造系統背後的從圖像中提取信息的理論。圖像數據可以採取許多形式，如來自攝像機的影像畫面序列和圖片。
在最實用的計算機視覺應用中，計算機是基於被預先編程的方法來解決特定的任務，但是，基於學習的方法在現在變得越來越普遍。

#### 其他
其他常見的機器人感應形式使用光学雷达、雷達和聲納。

### 處理

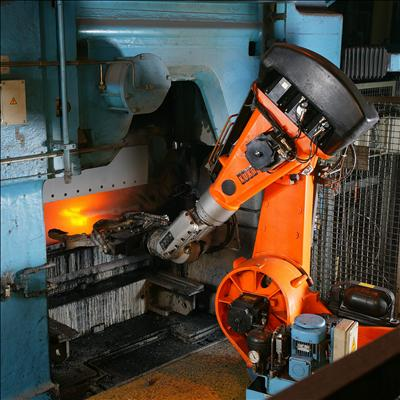
庫卡（KUKA）工業機器人在一個鑄工廠運作

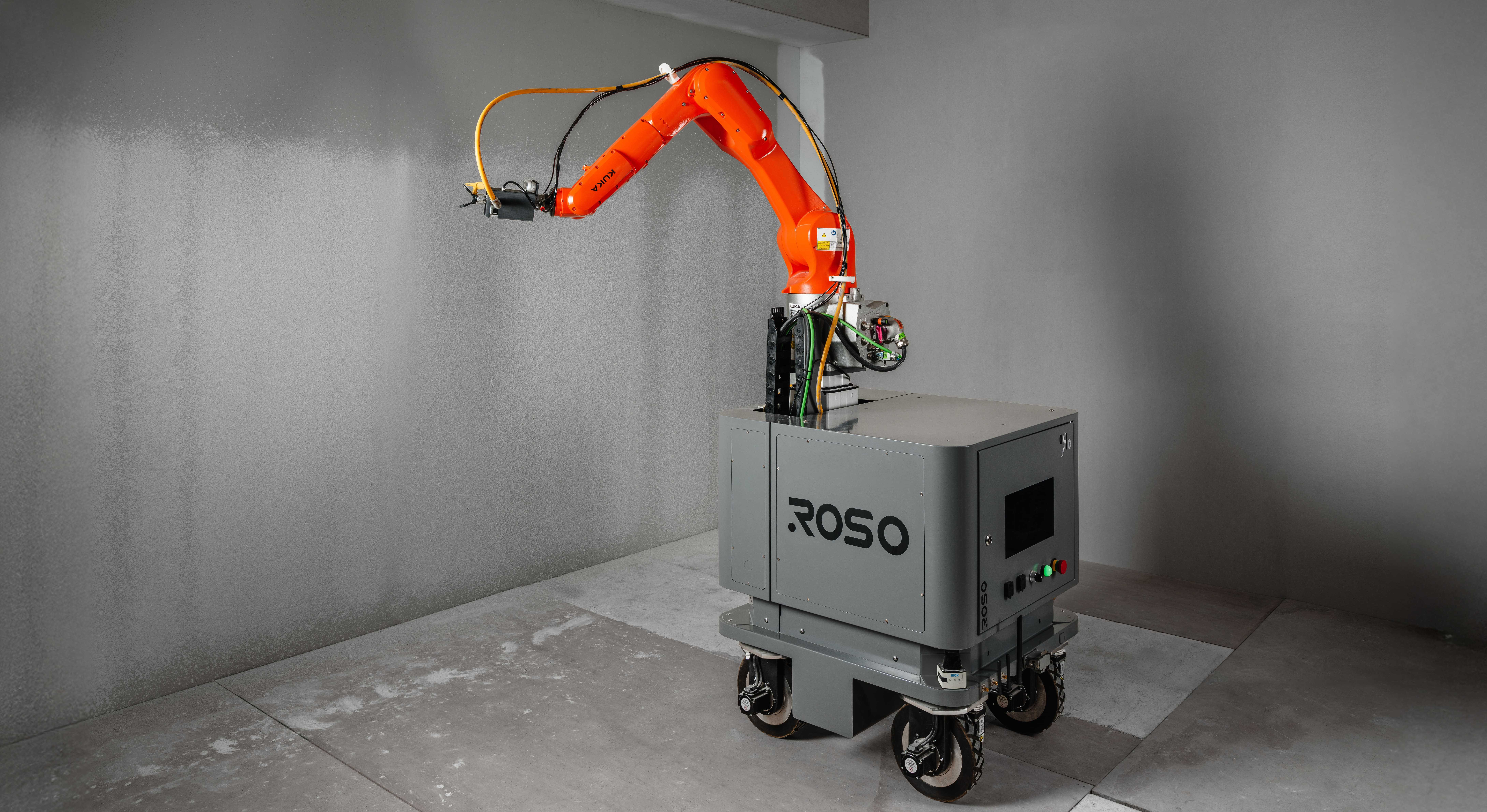
ROSO 自動營建機器人正在進行牆面噴塗作業

機器人需要操作物件：拾起、修改、銷毀、或是產生其他的效應。當機器人的操作處理器被視為臂時，機器末端作用器則被視為機器人的手。大部分機器人手臂擁有可置換的作用器，每一個作用器可以執行一些範圍的工作。一些機器人有固定不可置換的操作處理器，同時也有少數有非常通用性質的操作器，例如人形手臂。

## 就業
機器人學是在許多現代製造環境的重要組成部分。隨著工廠增加其機器人的使用，機器人技術相關的工作數量增長並且已經觀察到穩步上升。

## 外部連結
- 中的“机器人学”
- Robotics Portal
- Harvard Graduate School of Design, Design Robotics Group
- Robotics Academy of Iran
- The Robotics Institute at Carnegie Mellon University （页面存档备份，存于）
- Design and Manufacture of Robotics Control Systems （页面存档备份，存于）
- Biologically Inspired Robotics Lab, Case Western Reserve University

Template:新兴技术